# Het Houtland
Het Houtland is een heemkundig jaarboek dat sinds 1973 in Torhout verschijnt. Het boek wordt jaarlijks gepubliceerd door de Geschied- en Heemkundige Kring Het Houtland-Torhout. Aanvankelijk omvatte het jaarboek een volledig kalenderjaar, maar sinds 2023 wordt het jaarboek al uitgegeven in december van het lopende jaar.
Het jaarboek volgde het gelijknamige tijdschrift op, dat startte in 1959. Met de naam wordt verwezen naar de ruimere regio van het Houtland.
De focus ligt op lokale en familiegeschiedenis op het grondgebied van Torhout, maar de inhoud van het jaarboek is dikwijls breder dan alleen de lokale geschiedenis. De historie van Torhout wordt op die manier geplaatst binnen een bredere context dan alleen de eigen omgeving.

## Auteurs
- Frans Varendonck
- Jan D'hondt
- Katarina Vereecke
- Rita Lingier